# Progetto Sardegna
Progetto Sardenya fou un partit polític sard fundat el 2003 per l'empresari de les telecomunicacions Renato Soru, d'orientació centreesquerra i autonomista. Amb ells es presentà a les eleccions regionals de Sardenya de 2004 i fou escollit president de Sardenya. A les eleccions provincials italianes de 2005 formà part de l'Unione i va obtenir un 3,7% (7,3% a la província de Nuoro). Anna Pietrina Murrighile fou elegida presidenta de la província d'Olbia-Tempio. El 2007 Soru anuncià la dissolució del partit per tal d'integrar-se en el Partit Democràtic.